# Namibië op de Olympische Zomerspelen 2000
Namibië nam deel aan de Olympische Zomerspelen 2000 in Sydney, Australië. Het was de derde opeenvolgende olympische deelname van het land uit zuidelijk Afrika, dat bij de twee voorgaande edities beide keren twee zilveren medailles behaalde dankzij sprinter Frankie Fredericks. Die ontbrak ditmaal vanwege een blessure.

## Resultaten en deelnemers

### Atletiek
| Olympiër           | Discipline      | Resultaat | Prestatie                                 |
| ------------------ | --------------- | --------- | ----------------------------------------- |
| Sherwin Vries      | 100m (m)        | 53e       | serie 10: 4de in 10,53                    |
| Christie van Wyk   | 200m (m)        | 65e       | serie 5: 8ste in 46,57                    |
| Willie Smith       | 400m horden (m) | 35e       | serie 1: 5de in 50,89                     |
| Luketz Swartbooi   | marathon (m)    | 48e       | 2:22.55                                   |
| Stephan Louw       | verspringen (m) | DNF       | kwalificatie groep A: geen geldige poging |
|                    |                 |           |                                           |
| Elizabeth Mongudhi | marathon (v)    | DNF       | niet gefinisht                            |

### Boksen
| Olympiër             | Discipline | Resultaat | Prestatie                               |
| -------------------- | ---------- | --------- | --------------------------------------- |
| Paulus Ali Nuumbembe | -69kg (m)  | 17e       | 1ste ronde: V van KAZ Munaytbasov: 2-14 |

### Gymnastiek
| Olympiër          | Discipline               | Resultaat | Prestatie                             |
| ----------------- | ------------------------ | --------- | ------------------------------------- |
| Gharde Geldenhuys | individuele meerkamp (v) | 64e       | kwalificatie: 64ste met 32,536 punten |

### Schietsport
| Olympiër       | Discipline           | Resultaat | Prestatie                                              |
| -------------- | -------------------- | --------- | ------------------------------------------------------ |
| Friedhelm Sack | 50m pistool (m)      | 32e       | kwalificatie: 32ste met 543 punten (90-91-92-89-90-91) |
| Friedhelm Sack | 10m luchtpistool (m) | 34e       | kwalificatie: 34ste met 565 punten (94-95-94-94-94-94) |

### Wielersport
| Olympiër       | Discipline       | Resultaat | Prestatie  |
| -------------- | ---------------- | --------- | ---------- |
| Mannie Heymans | mountainbike (m) | 26e       | 2:20.31,94 |

### Zwemmen
| Olympiër        | Discipline          | Resultaat | Prestatie               |
| --------------- | ------------------- | --------- | ----------------------- |
| Jörg Lindemeier | 100m schoolslag (m) | 49e       | serie 3: 4de in 1.05,25 |

Albanië · Algerije · Amerikaanse Maagdeneilanden · Amerikaans-Samoa · Andorra · Angola · Antigua en Barbuda · Argentinië · Armenië · Aruba · Australië · Azerbeidzjan · Bahama's · Bahrein · Bangladesh · Barbados · België · Belize · Benin · Bermuda · Bhutan · Bolivia · Bosnië en Herzegovina · Botswana · Brazilië · Britse Maagdeneilanden · Brunei · Bulgarije · Burkina Faso · Burundi · Cambodja · Canada · Centraal-Afrikaanse Republiek · Chili · China · Chinees Taipei · Colombia · Comoren · Congo-Brazzaville · Congo-Kinshasa · Cookeilanden · Costa Rica · Cuba · Cyprus · Denemarken · Djibouti · Dominica · Dominicaanse Republiek · Duitsland · Ecuador · Egypte · El Salvador · Equatoriaal-Guinea · Eritrea · Estland · Ethiopië · Fiji · Filipijnen · Finland · Frankrijk · Gabon · Gambia · Georgië · Ghana · Grenada · Griekenland · Groot-Brittannië · Guam · Guatemala · Guinee · Guinee‑Bissau · Guyana · Haïti · Honduras · Hongarije · Hongkong · Ierland · IJsland · India · Indonesië · Irak · Iran · Israël · Italië · Ivoorkust · Jamaica · Japan · Jemen · Joegoslavië · Jordanië · Kaaimaneilanden · Kaapverdië · Kameroen · Kazachstan · Kenia · Kirgizië · Koeweit · Kroatië · Laos · Lesotho · Letland · Libanon · Liberia · Libië · Liechtenstein · Litouwen · Luxemburg · Macedonië · Madagaskar · Malawi · Malediven · Maleisië · Mali · Malta · Marokko · Mauritanië · Mauritius · Mexico · Micronesië · Moldavië · Monaco · Mongolië · Mozambique · Myanmar · Namibië · Nauru · Nederland · Nederlandse Antillen · Nepal · Nicaragua · Nieuw-Zeeland · Niger · Nigeria · Noord-Korea · Noorwegen · Oeganda · Oekraïne · Oezbekistan · Oman · Oostenrijk · Pakistan · Palau · Palestina · Panama · Papoea-Nieuw-Guinea · Paraguay · Peru · Polen · Portugal · Puerto Rico · Qatar · Roemenië · Rusland · Rwanda · Saint Kitts en Nevis · Saint Lucia · Saint Vincent en Grenadines · Salomonseilanden · Samoa · San Marino ·  Sao Tomé en Principe · Saoedi-Arabië · Senegal · Seychellen · Sierra Leone · Singapore · Slovenië · Slowakije · Soedan · Somalië · Spanje · Sri Lanka · Suriname · Swaziland · Syrië · Tadzjikistan · Tanzania · Thailand · Togo · Tonga · Trinidad en Tobago · Tsjaad · Tsjechië · Tunesië · Turkije · Turkmenistan · Uruguay · Vanuatu · Venezuela · Verenigde Arabische Emiraten · Verenigde Staten · Vietnam · Wit-Rusland · Zambia · Zimbabwe · Zuid-Afrika · Zuid-Korea · Zweden · Zwitserland · Individuele olympische atleten